# Ergodicitat quàntica
En el caos quàntic, una branca de la física matemàtica, l'ergodicitat quàntica és una propietat de la quantització de sistemes mecànics clàssics que són caòtics en el sentit de la sensibilitat exponencial a les condicions inicials. L'ergodicitat quàntica estableix, aproximadament, que en el límit d'alta energia, les distribucions de probabilitat associades als estats propis d'energia d'un hamiltonià ergòdic quantitzat tendeixen a una distribució uniforme en l'espai de fase clàssic. Això és coherent amb la intuïció que els fluxos dels sistemes ergòdics estan equidistribuïts en l'espai de fases. Per contra, els sistemes clàssics completament integrables generalment tenen òrbites periòdiques a l'espai de fases, i això s'exhibeix de diverses maneres en el límit d'alta energia dels estats propis: normalment, alguna forma de concentració es produeix en el límit semiclàssic. {\displaystyle \hbar \rightarrow 0}.

El mode propi d'un sistema integrable clàssicament (per exemple, la cavitat circular de l'esquerra) pot ser molt limitat fins i tot per a un nombre de mode alt. Per contra, els modes propis d'un sistema clàssicament caòtic (per exemple, la cavitat en forma d'estadi a la dreta) tendeixen a ser gradualment més uniformes amb l'augment del nombre de modes.

El cas model d'un hamiltonià és l'hammiltonià geodèsic sobre el paquet cotangent d'una varietat riemanniana compacta. La quantificació del flux geodèsic ve donada per la solució fonamental de l'equació de Schrödinger
{\displaystyle U_{t}=\exp(it{\sqrt {\Delta }})}
on {\displaystyle {\sqrt {\Delta }}} és l'arrel quadrada de l'operador de Laplace-Beltrami. El teorema de l'ergodicitat quàntica de Shnirelman 1974, Zelditch i Yves Colin de Verdière afirma que una varietat compacta de Riemann el feix tangent unitari de la qual és ergòdic sota el flux geodèsic també és ergòdica en el sentit que la densitat de probabilitat associada a l'enesima funció laplacianista. tendeix dèbilment a la distribució uniforme en el paquet cotangent unitari com n → ∞ en un subconjunt dels nombres naturals de densitat natural igual a un. L'ergodicitat quàntica es pot formular com un anàleg no commutatiu de l'ergodicitat clàssica (T. Sunada).
Com que un sistema clàssicament caòtic també és ergòdic, gairebé totes les seves trajectòries finalment exploren uniformement tot l'espai de fase accessible. Així, en traduir el concepte d'ergodicitat al regne quàntic, és natural suposar que els estats propis del sistema caòtic quàntic omplirien l'espai de fase quàntica de manera uniforme (fins a fluctuacions aleatòries) en el límit semiclàssic. {\displaystyle \hbar \rightarrow 0}. Els teoremes d'ergodicitat quàntica de Shnirelman, Zelditch i Yves Colin de Verdière demostren que el valor esperat d'un operador convergeix en el límit semiclàssic a la mitjana clàssica microcanònica corresponent. No obstant això, el teorema de l'ergodicitat quàntica deixa oberta la possibilitat que les funcions pròpies es tornin disperses amb forats greus com {\displaystyle \hbar \rightarrow 0}, deixant buits grans però no macroscòpics a les varietats d'energia a l'espai de fases. En particular, el teorema permet l'existència d'un subconjunt d'estats macroscòpicament no ergòdics que, d'altra banda, s'han d'apropar a la mesura zero, és a dir, la contribució d'aquest conjunt va cap al zero per cent de tots els estats propis quan {\displaystyle \hbar \rightarrow 0}.
Per exemple, el teorema no exclou la cicatrització quàntica, ja que el volum de l'espai de fase de les cicatrius també s'esvaeix gradualment en aquest límit. Un estat propi quàntic està marcat per una òrbita periòdica si la seva densitat de probabilitat es troba en les varietats invariants clàssiques a prop i al llarg d'aquesta òrbita periòdica es millora sistemàticament per sobre de la densitat clàssica, estadísticament esperada al llarg d'aquesta òrbita. De manera simplificada, una cicatriu quàntica es refereix a un estat propi de la densitat de probabilitat del qual es millora al voltant d'una òrbita periòdica clàssica quan el sistema clàssic corresponent és caòtic. En les cicatrius convencionals, l'òrbita periòdica sensible és inestable. La inestabilitat és un punt decisiu que separa les cicatrius quàntiques d'una troballa més trivial que la densitat de probabilitat es millora prop d'òrbites periòdiques estables a causa del principi de correspondència de Bohr. Aquest últim es pot veure com un fenomen purament clàssic, mentre que en el primer és important la interferència quàntica. D'altra banda, en la cicatrització quàntica induïda per pertorbacions, alguns dels estats propis d'alta energia d'un punt quàntic pertorbat localment contenen cicatrius d'òrbites periòdiques curtes de la corresponent sistema impertorbable. Tot i que d'aspecte semblant a les cicatrius quàntiques ordinàries, aquestes cicatrius tenen un origen fonamentalment diferent. , En aquest tipus de cicatrius, no hi ha òrbites periòdiques a la contrapart clàssica pertorbada o són massa inestables per causar una cicatriu en un sentit convencional. Les cicatrius convencionals i induïdes per pertorbacions són alhora un exemple visual sorprenent de correspondència clàssica-quàntica i d'una supressió quàntica del caos (vegeu la figura). En particular, les cicatrius són una correcció significativa a la suposició que els estats propis corresponents d'un hamiltonià clàssicament caòtic només són sense trets i aleatoris. En cert sentit, les cicatrius es poden considerar com una contrapartida d'estat propi del teorema d'ergodicitat quàntica de com les òrbites periòdiques curtes proporcionen correccions a les estadístiques de valors propis de la teoria de matrius aleatòries universals.

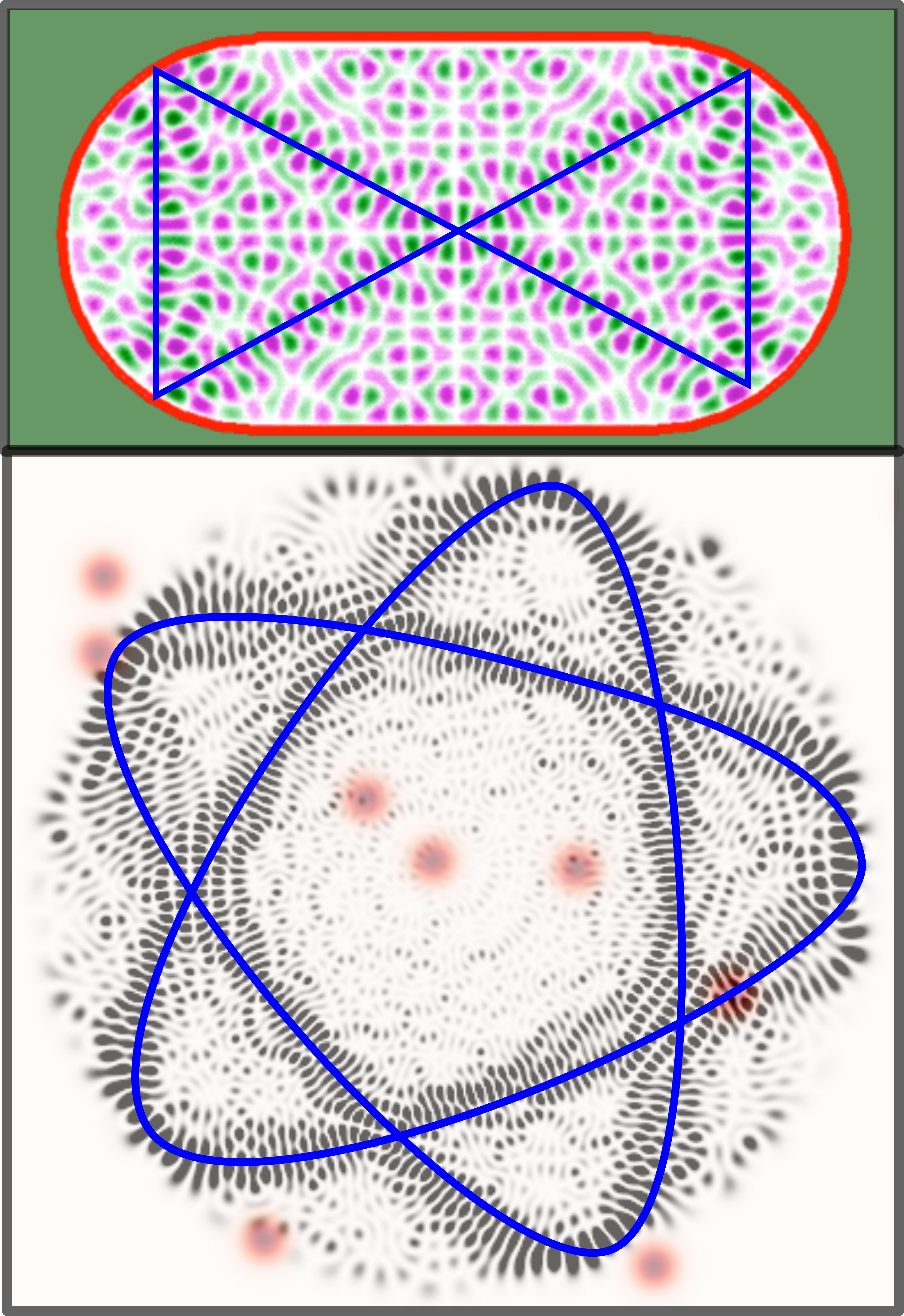
Una cicatriu en un estadi de billar (tauler superior) i en un punt quàntic desordenat (tauler inferior) són exemples d'estats propis no ergòdics que permet el teorema de l'ergodicitat quàntica. En ambdós casos, la densitat de probabilitat dels estats propis es concentra al llarg d'una òrbita periòdica de la contrapart clàssica (línia blava sòlida). Encara que d'aspecte semblant, el mecanisme de naixement de les cicatrius al billar i el punt quàntic pertorbat per possibles cops (punts vermells) són diferents: el primer s'explica la teoria convencional de la cicatriu, mentre que el segon es coneix com a cicatrius induïdes per pertorbacions (per a més informació, vegeu Cicatriu quàntica).